# Deontostoma timmerchioi
Deontostoma timmerchioi is een rondwormensoort uit de familie van de Leptosomatidae. De wetenschappelijke naam van de soort is voor het eerst geldig gepubliceerd in 1974 door Hope.